# O cambista e a sua mulher (Matsys)
O cambista e a sua mulher é uma pintura a óleo sobre madeira de 1514 pelo mestre flamengo da Renascença Quentin Matsys (1466-1530), medindo 71 cm de altura e 68 cm de largura e que se encontra actualmente no Museu do Louvre, em Paris.
Sendo talvez a obra mais conhecida de Quentin Massys, O cambista e a sua mulher é também uma das primeiras cenas de quotidiano da história da arte. Está representado um cambista na sua loja, ou oficina, a pesar moedas, tendo ao seu lado a esposa que parece mais interessada no dinheiro do que no livro de oração que está a folhear.
A pintura parece querer representar subtilmente o conflito entre avareza e oração, correspondendo à introdução na obra de Massys de uma nova nota satírica. O estilo é uma reminiscência dos primitivos flamengos, embora a figura humana tenha ganho monumentalidade. Quentin Metsys parece ter voltado ao tema seis anos masi tarde com um quadro com personagens grotescas intitulado Os Usurários (imagem abaixo).

## Descricão: a que género pertence a obra?

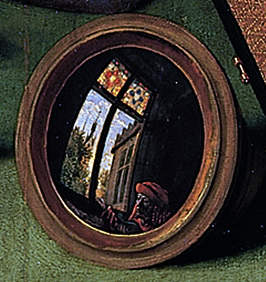
Detalhe da obra: um espelho convexo mostra um/a cliente bem como o exterior da casa onde decorre a cena.

### Um duplo retrato?
A interpretação linear de que se trataria de um duplo retrato parece de rejeitar. Mesmo que a comparação com O Casal Arnolfini, pintado por Jan van Eyck cerca de um século antes, seja tentadora, e sendo certo que o género do retrato privado se difundiu a partir do século XV na Europa, a falta de identificação precisa das duas figuras representadas, bem como o tipo arcaico para a época das suas roupas deve levar a refutar essa primeira hipótese de ter sido uma encomenda privada de um burguês.:98

### Una cena de quotidiano?
O quadro poderia, por outro lado, evocar uma cena do quotidiano, representando uma actividade da vida diária num ambiente realista, ou seja, uma operação de câmbio no escritório de um cambista de uma cidade comercial da Flandres do Renascimento, como sugere o título aceite pelo Louvre. Os numerosos detalhes realistas reminiscentes de um universo familiar ao pintor flamengo, mestre na guilda de pintores de Antuérpia desde 1491, poderia conduzir nessa direcção.:79

#### O espelho
Os inúmeros objectos compõem uma autêntica natureza-morta, como o livro de iluminuras, jarras, ouro e joias, além do espelho que está em primeiro plano. O reflexo deste permite ver algo que está fora da imagem visível directamente no quadro. Este detalhe, que exibe o virtuosismo do pintor, apareceu noutras pinturas flamengas anteriores, como O Casal Arnolfini (1434)  de Jan van Eyck, o Díptico da Virgem com Maarten van Nieuwenhove (1487) de Hans Memling, e Um ourives na sua loja (1449) de Petrus Christus (estas três obras podem ver-se em Galeria).

#### Uma cena flamenga

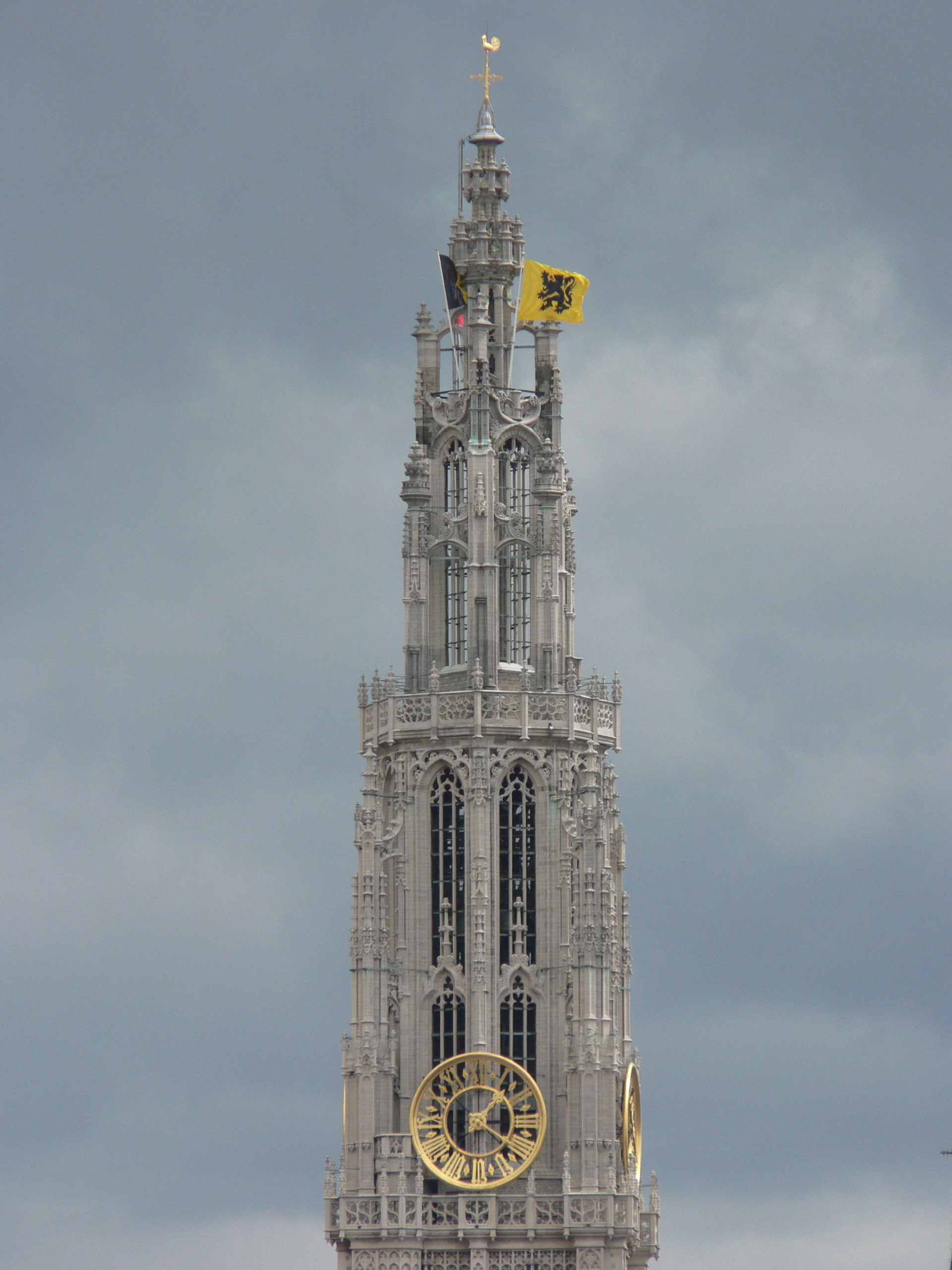
A grande torre norte da Catedral de Notre-Dame de Antuérpia

Se o quadro representa uma cena de interior, o espelho convexo colocado sobre a mesa e voltado para a esquerda do espectador, reflecte uma janela dividida em cruz que se abre para o exterior. Os dois vitrais superiores têm no centro duas cruzes de quatro lóbulos, uma vermelha e a outra azul. No painel esquerdo inferior, há, elevando-se acima das árvores, a torre gótica de uma Torre sineira, elemento arquitectónico típico da Bélgica e do norte da França. A forma esbelta deste último evoca também o campanário da Catedral de Antuérpia, mas sem se reportar a ela exclusivamente.
A Flandres, e especialmente as cidades de Antuérpia e de Bruges, eram no início do século XV  importantes centros económicos, cruzamento comercial entre o Norte e o Sul, onde se encontravam mercadores e banqueiros vindos de toda a Europa. Esta actividade frenética de comércio levou ao desenvolvimento da actividade de banqueiro e do câmbio das moedas de diferentes países.

### Objectos que caracterizam o prestamista, ou o cambista?

#### Os objectos preciosos: valores de troca?
À frente do homem, no canto inferior esquerdo da pintura, encontram-se vários objectos representativos da sua actividade. Notamos um taça facetada de cristal com embutidos de metal, uma bolsa de pano preto aberta revelando pérolas, bem como um rolo de papel em que estão enfiados quatro anéis com pedras preciosas, alternadamente vermelhas e verdes. Estes objectos colocados sobre a mesa, ao lado de uma pilha de moedas de ouro de diferentes proveniências sugerem a conversão deles em dinheiro vivo.:11

#### As moedas de ouro

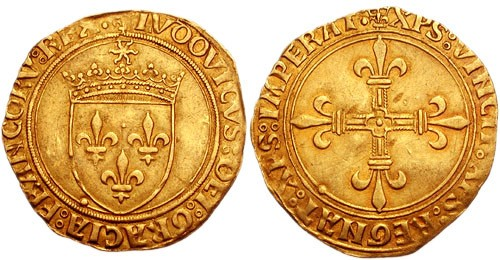
Anverso e reverso de um escudo de Luís XII (1498-1515).

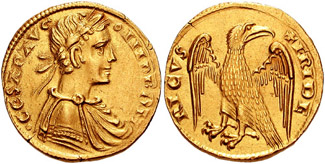
Anverso e reverso de um augusto de Frederico II.

Em frente do homem está um amontoado de moedas de vários países e épocas. Podem ser identificados, graças à perfeição realista do pintor, o anverso de um Escudo de ouro do Reino da França, moeda reconhecível pelo escudo enquadrando três lírios e encimado por uma coroa e o anverso de um Augusto de Frederico II, imperador alemão do século XIII.:35
Numa época em que a moeda fiduciária ainda não estava difundida, e num contexto de comércio internacional, o valor das moedas e o seu câmbio dependia do peso dos metais preciosos nelas contido, principalmente de ouro. Assim, a sua circulação não dependia nem do local de emissão, nem da época em que tinham sido cunhadas.

#### «Prestamista» ou «cambista»?
É ambígua natureza exacta da operação representada na pintura, o que levou à hesitação na atribuição do título à obra, não permitindo a decisão a favor de um outra actividade. O espelho convexo, mostra claramente um cliente postado em frente da mesa, e cujo braço descansa na borda da janela. Mas o que espera este precisamente? Veio trocar valores (vaso, pérolas, anéis) por moedas que o comprador pesaria uma a uma,  a que está na balança, a que segura na mão e as duas sobre a mesa, uma sobre a outra que estão mais perto do cliente? Ou, pelo contrário, é uma transação e um movimento inversos, em que o cliente vem com as suas moedas, que colocou sobre a mesa, e que o vendedor verifica uma por uma, antes de juntá-las à sua pilha? Ainda assim, o centro de interesse do quadro, o que atrai os olhos dos três personagens, é o ouro, fazendo quase esquecer que se trata apenas de um sexto da superfície da obra.

### Uma alegoria sobre avanitase a avareza
A hipótese mais geralmente aceite sobre o significado desta pintura é que se trata de uma obra alegórica e moralista sobre o tema da vanitas dos bens terrenos que se opõem aos valores cristãos intemporais, e uma denúncia da avareza enquanto pecado capital.

#### Complementaridade e oposição entre o prestamista e a esposa: o sagrado e o profano
A pintura joga com os efeitos de eco e oposição entre o prestamista e sua esposa. Do ponto de vista da composição, a pintura apresenta uma clara simetria entre o lado direito e o esquerdo, inclinando o par os seus bustos um em relação ao outro de ambos os lados de um eixo central vertical. Do ponto de vista da cor, o azul-cinzento do casaco do homem, e o verde do boné, opõe-se ao vermelho do vestido da mulher. O mesmo contraste de cores encontra-se, invertidos e em miniatura, nos motivos centrais dos vitrais superiores da janela que se vê refletida no espelho em cima da mesa. Mas o homem e a mulher condizem na riqueza das suas roupas e joias: gola e mangas de pele de ambos, alfinete de ouro adornando o meio da coifa da mulher, na sua testa, anéis, no indicador direito do homem, no mínimo direito da mulher. As mãos também realizam gestos semelhantes: apertar os dedos da mão esquerda, no ar, para segurar a balança no homem, e a página de um livro de horas pela mulher; a mão direita descansando sobre a mesa, com uma moeda entre o polegar e o indicador no homem, segurando o livro de Horas na mulher. No entanto, a simetria é distorcida pelo fato de as mãos da mulher estarem cruzadas, e não as do marido. Partindo das duas mãos esquerdas, há correspondência de dois movimentos de rotação: o dos braços da balança em torno do seu eixo, e o da página do livro sagrado, mantida no ar no momento da cena.

#### A balança e o livro de horas

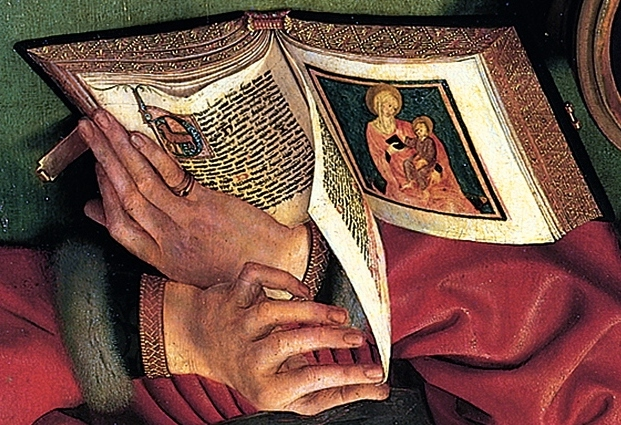
O livro de horas, detalhe invertido.

Os dois objectos que eles manipulam estão de novo em oposição: de um lado a balança consubstancia o mundo material, o do dinheiro e da avareza e, do outro, o Livro de Horas que tem uma iluminura da Virgem com o Menino (a Virgem com um manto vermelho que faz eco do da mulher), e que evoca o mundo espiritual e cristão. Na página esquerda do livro das horas, há um texto cuja imagem inicial é a de um cordeiro, símbolo crístico do Apocalipse. Mas a mulher afasta o olhar do livro sagrado, e deixa-se cativar pela balança, atraída pelo ouro, como o seu marido, totalmente focado na sua pesagem. As riquezas materiais desviam o sentido do mundo espiritual, e a balança toma um valor alegórico, encarnando a pesagem das almas, antes do aceso ao Paraíso. A moldura da pintura teve também, em latim, a seguinte citação bíblica, acrescentada a posteriori e actualmente apagada: Statura justa et aequa sint pondere ("Que a balança seja justa e os pesos iguais").

#### Os objectos nas prateleiras
Em fundo, na parede da sala, duas prateleiras tratados como natureza morta estão repletas de objetos cujo significado vai além do caracter casuístico e realista revestindo um simbolismo cristão, codificado segundo a iconografia muito utilizada pelos primitivos flamengos, particularmente após Jan van Eyck. Mais uma vez, o contraste entre os valores profanos e sagrados, temporais e intemporais, entre o bem e o mal, parece prevalecer.

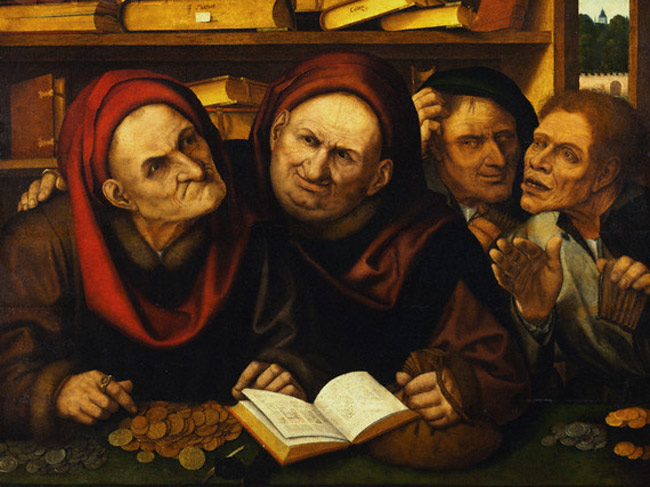
Os usurários (1520), de Quentin Metsys, na Galleria Doria Pamphilj, em Roma.

Na prateleira de baixo e na extremidade da esquerda, vemos uma caixa fechada, símbolo da divindade oculta e, na extremidade oposta, uma vela apagada, símbolo da vaidade e da morte.
Na prateleira de cima, há, da esquerda para a direita, uma garrafa de vidro transparente cheia de água, símbolo tradicional da Imaculada Conceição (a luz que passa pela garrafa e pela água sem se corromper), e depois, dependurados em dois pregos no bordo da prateleira, um rosário de seis esferas de vidro, símbolo da Virgem Maria, e uma segunda balança evocando talvez o Juízo Final. À direita um rolo de pergaminho e uma pequena placa de metal gravada por trás de uma maçã, esta uma alusão tradicional do pecado original. Depois maços de papéis e livros, num dos quais, coberto por rolo de pergaminho, o artista colocou discretamente a sua assinatura.:19

### Oposição entre interior e exterior
Por fim, a pintura, embora representando uma cena de interior, sugere várias fugas para o exterior, de acordo com um método comum entre os pintores flamengos. No canto superior esquerdo, a luz ao passar através da garrafa, é ao mesmo tempo refletida, como um espelho convexo, para a janela de onde entrou. No canto superior direito, uma porta entreaberta abre-se para a rua onde decorre uma pequena cena familiar, em que um homem aponta a um outro o dedo indicador para o alto, como que a preveni-lo do perigo de entrar naquele lugar. Por fim, o espelho convexo colocado no meio da mesa reflete a área em frente e à esquerda da cena, ou seja, o cliente do prestamista, cujo braço repousa casualmente no parapeito da janela, precisamente na base de uma cruz que pode sugerir uma cruz cristã, mas que pode ser também o espectador, ele próprio cliente em potencial e ameaçado pelos valores mundanos e a avareza.

## Influências e reinterpretações da obra

### Uma reinterpretação de uma pintura perdida de Jan van Eyck?
No capítulo intitulado "Os herdeiros dos fundadores" do seu livro Os Flamengos Primitivos, Erwin Panofsky considera O Cambista e a esposa uma "reconstituição" de uma obra perdida de Jan van Eyck, uma pintura com figuras a meio corpo, representando um comerciante a fazer as contas com o seu empregado, que Marcantonio Michiel afirma ter visto na Casa Lampagnano de Milão. A justificação, além da proximidade óbvia do tema de O Cambista e a esposa e a descrição da obra perdida de van Eyck, são a roupa arcaica dos personagens bem como a técnica utilizada por Metsys em 1514.
Para apoiar a sua hipótese, Panofsky compara esta pintura de Metsys com outras pinturas de van Eyck. De facto, o interior faz lembrar o de São Jerônimo no seu estudo (c. 1435, Detroit Institute of Arts, Detroit) de van Eyck, com as prateleiras tratadas como natureza-morta, cheias de livros e de objetos com características alegóricas (entre elas, um rosário de vidro, um vaso cilíndrico cheio de água, uma maçã); a mesa sobre a qual S. Jeónimo se apoia está coberta com um pano verde e também está repleta de objetos. Além disso, Panofsky aproxima a coifa da mulher do prestamista da que está no Retrato de Margaret Van Eyck (1439, Museu Groeninge, Bruges), para justificar o carácter antiquado das roupas no quadro de Metsys.
Por fim, Panofsky considera o espelho convexo virado para a janela como uma reformulação, não do Casal Arnolfini de van Eyck, mas o de um retrato de um dos alunos deste, Petrus Christus, cujo tema é realmente muito próximo, Ourives na sua oficina, talvez St. Eloi (1449, Metropolitan Museum of Art, Nova Iorque) (ambos em Galeria).

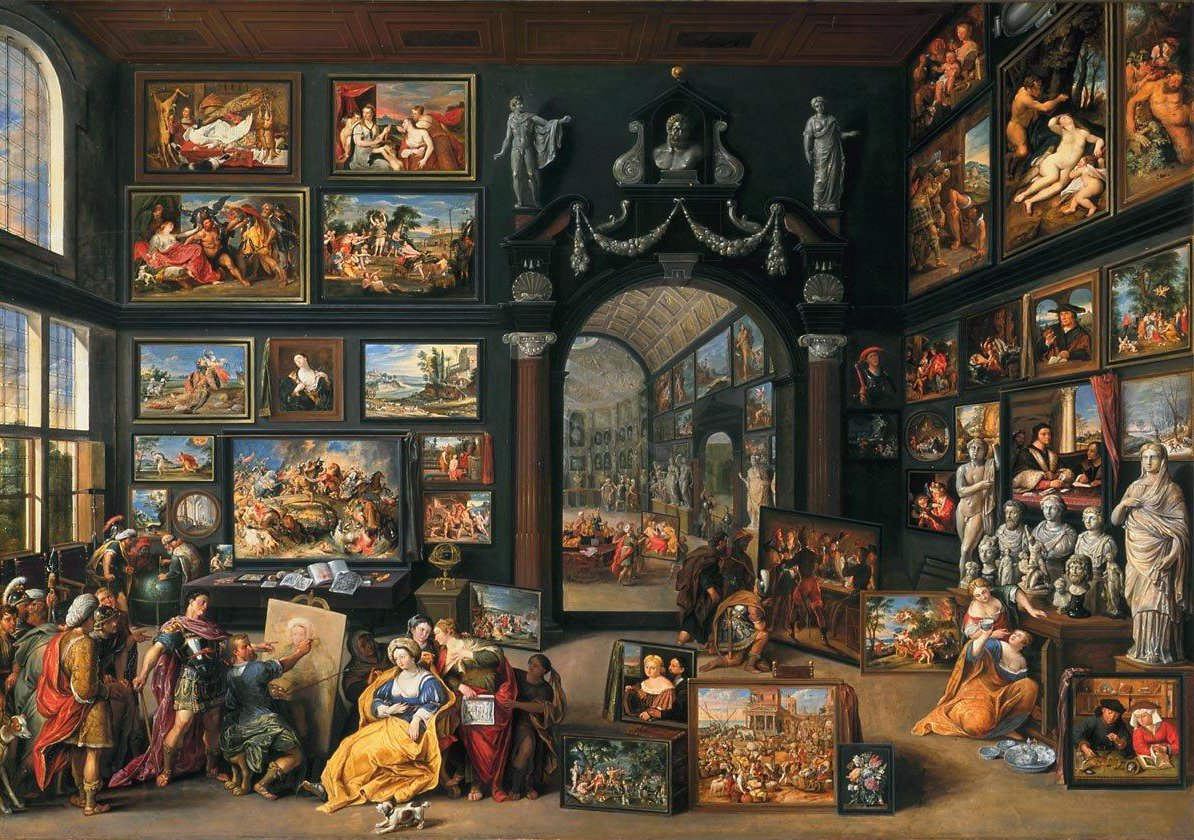
Apelles pintando Campaspe (c. 1630), de Willem van Haecht, no Mauritshuis, Haia.

### Reinterpretações, temas similares
O quadro de Metsys é mostrado em primeiro plano no canto inferior direito da pintura Apelles pintando Campaspede de  Willem van Haecht representando a galeria de Cornelis van der Geest, na década de 1630, cerca de um século depois da obra de Metsys. Van der Geest era um grande apreciador de Quentin Metsys e possuía várias das suas pinturas, incluindo esta.
O quadro de Metsys foi por seu lado objecto de uma série de cópias. Nas adaptações mais evidentes contam-se muitas versões de Marinus van Reymerswaele, com o mesmo título, variantes e réplicas que se encontram, entre outros, no Museu das Belas-Artes de Valenciennes, no Museu de Belas Artes de Nantes, no Museu do Prado em Madrid, e na Antiga Pinacoteca de Munique, etc..
O tema da pesagem de ouro numa balança teve um grande acolhimento entre os pintores flamengos dos séculos XVI e XVII, em alegorias denunciando a ganância, a avareza e a vanitas das riquezas terrestres, por exemplo O Homem a pesar o ouro (1515–1520, Metropolitan Museum, New York ) de Adriaen Isenbrandt (1515-1520, Museu Metropolitano, New York), O peso do ouro (1654, Museu Boijmans Van Beuningen, Rotterdam, Pays-Bas) de Solomon Koninck, O peso do ouro (1664, Museu du Louvre, Paris) de Gerrit Dou, etc. Muito mais original é o quadro Mulher segurando uma balança (c. 1665, Galeria Nacional de Arte, Washington, EUA) de Johannes Vermeer, onde a pesagem pela mulher, visivelmente grávida, parece sugerir a avaliação da alma do bebé que vai nascer.

## Galeria

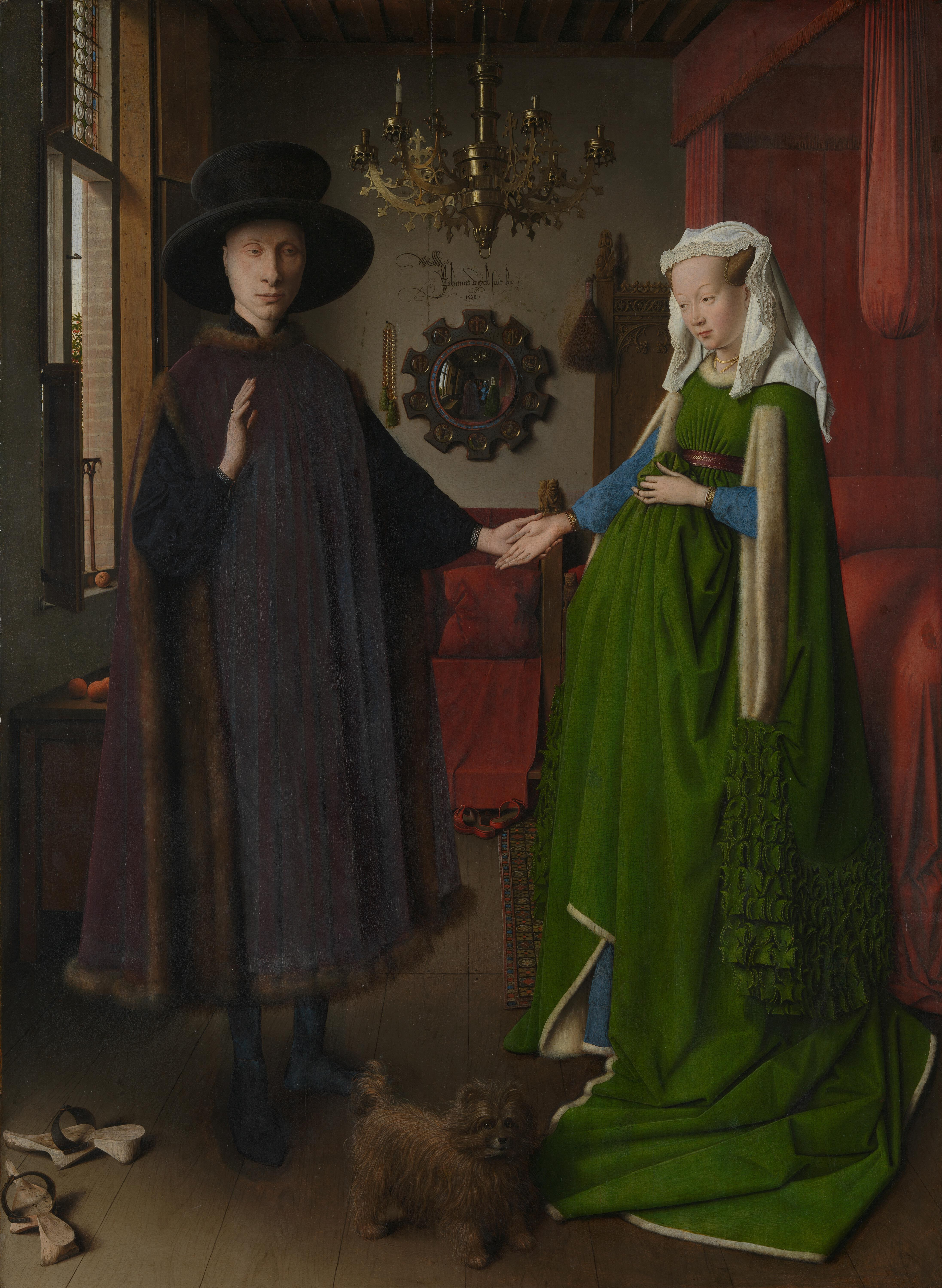
O Casal Arnolfini (1434), de Jan Van Eyck, na National Gallery (Londres)
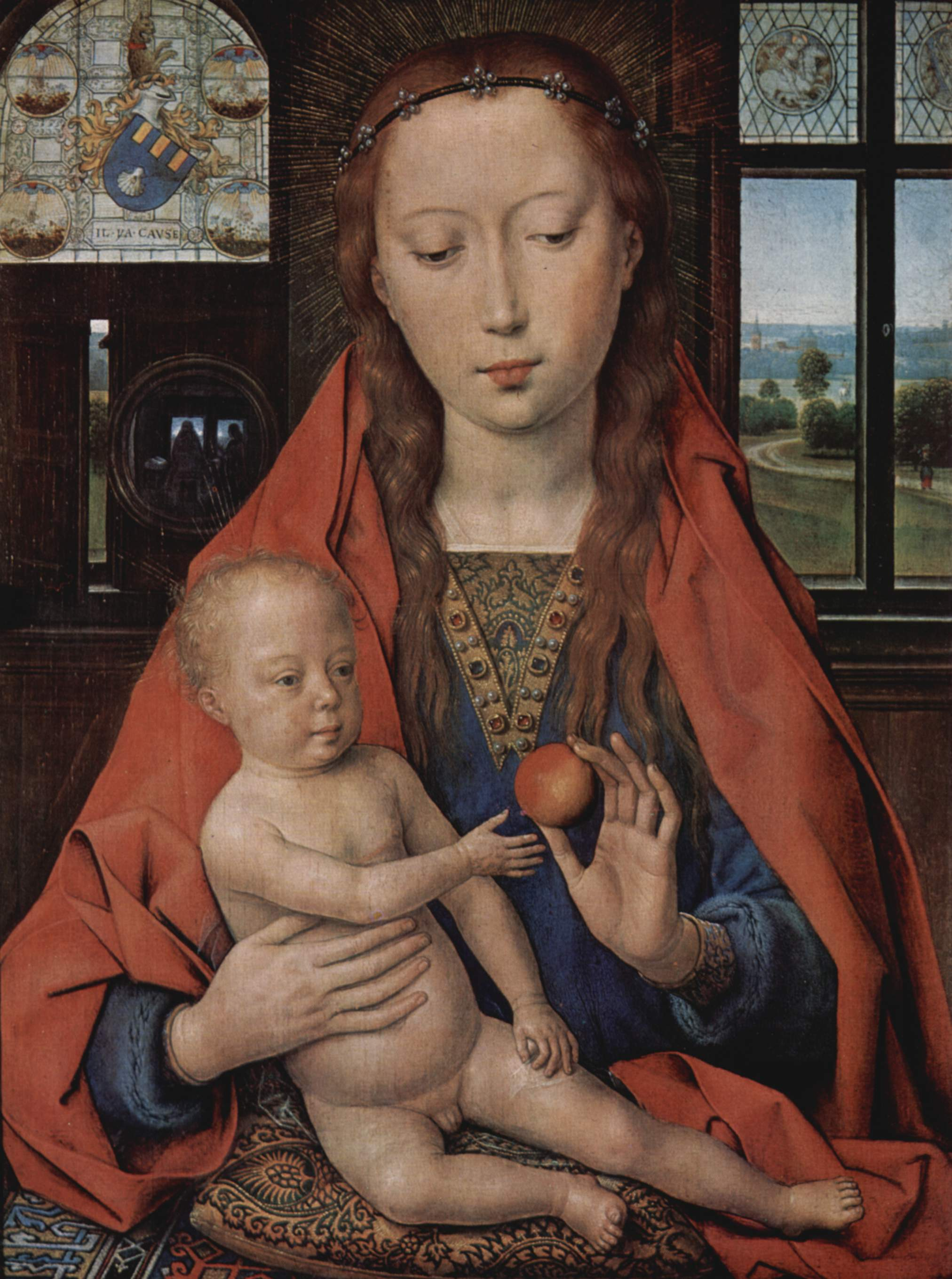
Painel esquerdo do Díptico da Virgem com Maarten van Nieuwenhove (1434), de Hans Memling, no Museu Memling de Bruges
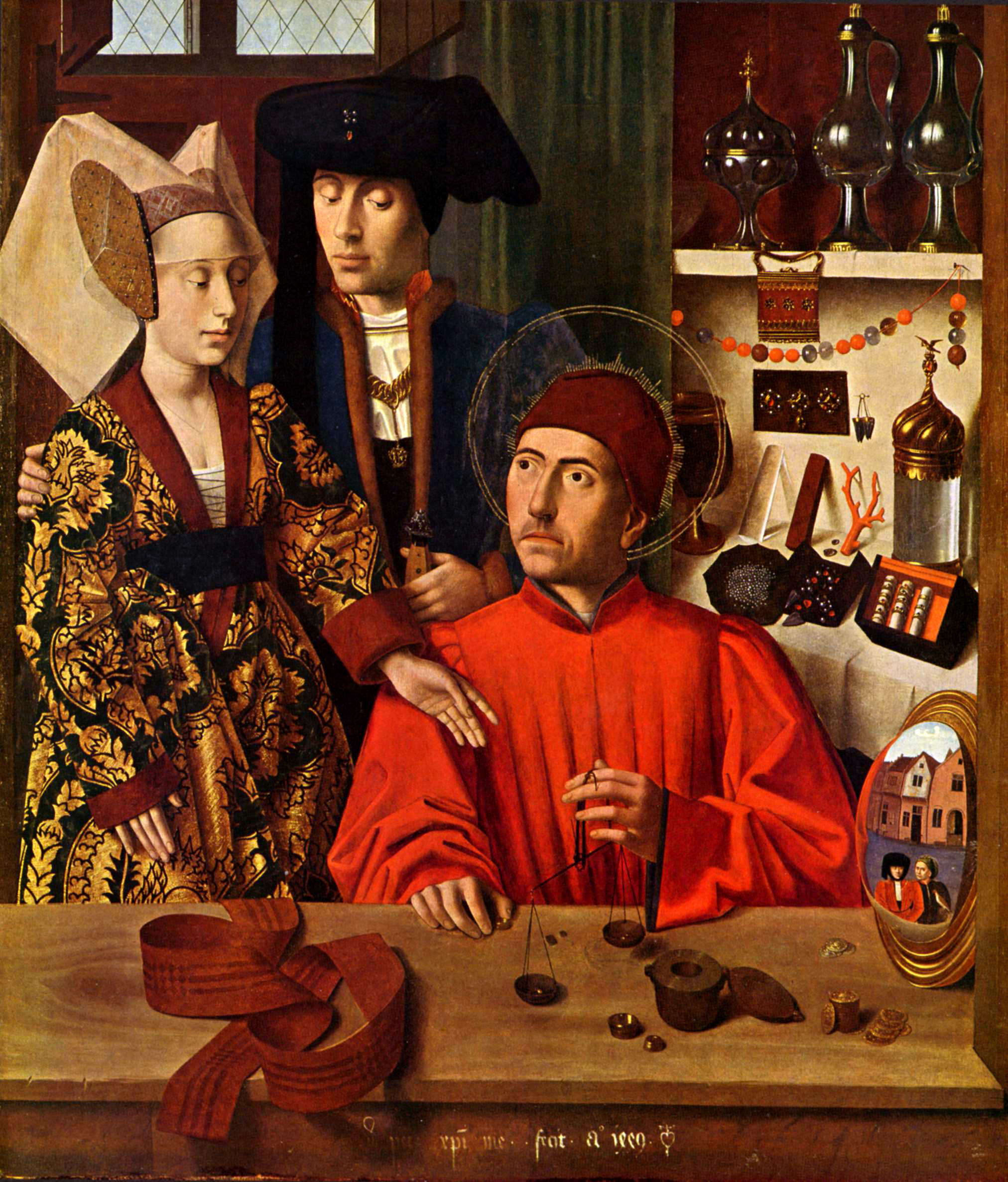
Ourives na sua oficina (1449), de Petrus Christus, no Metropolitan Museum of Art de Nova Iorque

## Ligação externa
- «Web Gallery of Art: The Moneylender and his Wife.» (em inglês). www.wga.hu